# Кассий Нарнийский
Кассий (умер 29 июня 558 года, Рим) — епископ Нарни (536—558), святой (день памяти — 29 июня).
Святой Кассий был женат, но оставил свою жену по имени Фауста, встав на путь монашеской жизни. 19 октября 536 года он был поставлен епископом в Нарни, что в Умбрии, и оставался на епископской кафедре до конца своей жизни.
Папа римский Григорий I Великий хвалил святого Кассия за его благотворительность.
Святой епископ умер в Риме 29 июня 558 года, будучи там в паломничестве.